# Pseudochromis matahari
Pseudochromis matahari, thường được gọi là đạm bì ánh mặt trời, là một loài cá biển thuộc chi Pseudochromis trong họ Cá đạm bì. Loài này được mô tả lần đầu tiên vào năm 2009. Trong tiếng Indonesia, matahari có nghĩa là "mặt trời", ám chỉ màu sắc cơ thể giống như ánh mặt trời.

## Phân bố và môi trường sống
P. matahari được mô tả từ một mẫu vật được thu thập ở đảo Halmahera, Indonesia. Ngoài ra còn được tìm thấy tại quần đảo Raja Ampat, Tây Papua. P. matahari sinh sống xung quanh các rạn san hô trên sườn dốc ở độ sâu tương đối lớn, được ghi nhận trong khoảng từ 32 đến 45 m.

## Mô tả
Mẫu vật P. matahari lớn nhất đạt kích thước khoảng 4,5 cm. Đầu màu nâu cam, chuyển thành màu vàng tươi ở mang. Ổ mắt có đường vòng cung viền màu lam ở dưới mắt. Mống mắt màu nâu cam hoặc vàng tươi, có vòng màu xanh đậm bao quanh con ngươi. Thân màu nâu cam, chuyển thành màu vàng tươi ở vùng ngực và xung quanh gốc vây ngực; màu đỏ tươi ở bụng và khu vực phía trên vây hậu môn; màu đỏ tía sẫm trên cuống đuôi. Vây lưng màu vàng hoặc nâu cam ở phía trước, trở thành màu đỏ nâu ở sau. Vây hậu môn có màu nâu đỏ sẫm. Vây đuôi màu đỏ nâu sẫm ở gốc, ra xa có màu xám trong. Vây ngực màu vàng trong suốt. Vây bụng màu vàng ở gốc, chuyển thành màu hồng trong suốt khi ra xa.
Số gai ở vây lưng: 3; Số vây tia mềm ở vây lưng: 26; Số gai ở vây hậu môn: 3; Số vây tia mềm ở vây hậu môn: 16; Số vây tia mềm ở vây ngực: 17; Số vảy ở đường bên: 30; Số vảy ở cuống đuôi: 16.
Thức ăn của P. matahari có lẽ là rong tảo và các sinh vật phù du nhỏ. Chúng thường sống đơn độc và bơi gần các bọt biển thuộc chi Xestospongia, hoặc các rạn san hô mềm; cũng có thể bơi theo cặp. Chúng là loài khá nhát.